# Zjrebino
Zjrebino (bulgariska: Жребино) är ett distrikt i Bulgarien.   Det ligger i kommunen Obsjtina Elchovo och regionen Jambol, i den östra delen av landet, 280 km öster om huvudstaden Sofia.
Trakten runt Zjrebino består till största delen av jordbruksmark. Runt Zjrebino är det mycket glesbefolkat, med 7 invånare per kvadratkilometer.